# Hotel del Coronado
El Hotel del Coronado es un lujoso hotel de playa en la ciudad de Coronado, justo a través de la Bahía de San Diego desde San Diego, California.  Es uno de los pocos ejemplos del género de arquitectura estadounidense que sobrevive: un resort de playa con arquitectura victoriana.  Es uno de los edificios de madera más grande de California y fue elegido en 1977 como un National Historic Landmark.
Cuando abrió en 1888, fue el hotel más grande en el mundo, y el primero en usar electricidad. El hotel ha hospedado a personalidades como presidentes, realeza y celebridades. El hotel también ha aparecido en numerosas películas y libros.
El hotel recibió la categoría de cuatro diamantes según la AAA,  y fue listado por el USA Today como uno del "Top 10 Resorts En El Mundo".

## Historia

### Boom inmobiliario
A mediados de los años 1880, la región de San Diego estaba en el medio de uno de sus primeros auges inmobiliarios. En ese momento, era común que un desarrollador construyera un gran hotel con paisajes y competir con otros hoteles. El Hotel Raymond en Pasadena, el hotel de Del Monte en  Monterey y el Hotel Redondo de Redondo Beach en California fueron tres grandes hoteles similares construidos como proyectos tentadores.

### Coronado Beach Company
El 19 de diciembre de 1885, Elisha S. Babcock, ejecutivo retirado de una red ferroviaria de Evansville, Indiana; Hampton L. Story, de Story and Clark Piano Company de Chicago; y Jacob Gruendike, presidente del First National Bank de San Diego, compraron todo Coronado y la Isla Norte por $110,000.

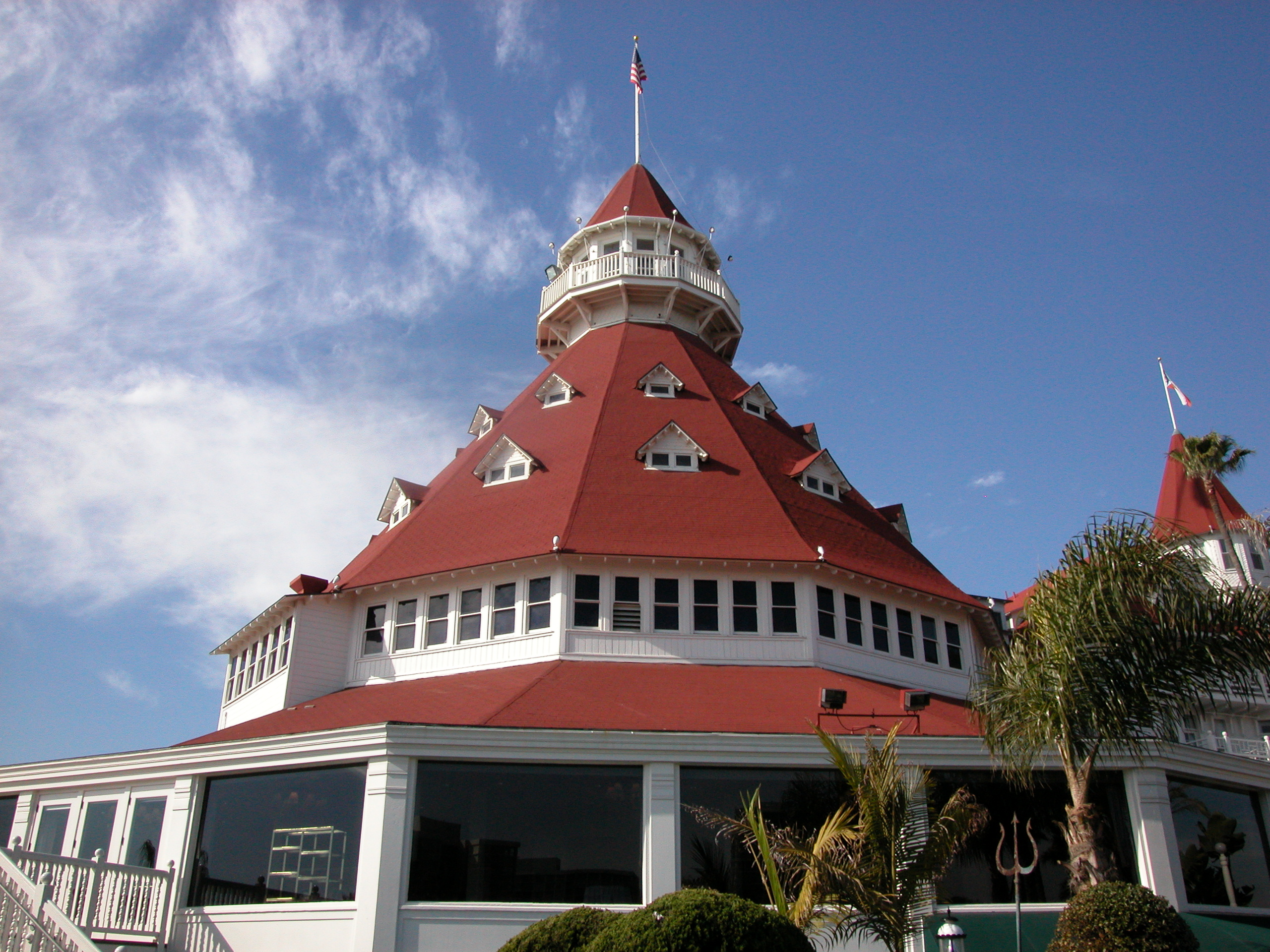
Edificio principal del Hotel del Coronado.

Un folleto de 24 titulado "Coronado Beach. San Diego, California" afirmó que la compañía "Coronado Beach Company ha sido organizado con un capital de un millón de dólares...". Los agentes fueron Babcock, Stroy y Gruendike. También estuvieron involucrados con la empresa en esta primera etapa tres hombres de Indiana: el barón de ferrocarriles Josephus Collett Terre Haute; comerciante de madera de Heber Ingle de Patoka y John Inglehart, un molinero, que más tarde se hizo famoso a través del desarrollo Swansdown Flour. Los hombres contrataron al arquitecto James Reid, nativo de Nuevo Brunswick, Canadá, que había practicado en Evansville y Terre Haute. Su hermano menor Merritt Reid, un socio de los Hermanos Reid, la empresa de Evansville se quedó en Indiana, pero Reid Watson ayudó a supervisar a los 2000 obreros.
Las visiones de Babcock para el hotel eran inmensas:
 "Sería construido alrededor de un patio... un jardín tropical de árboles, arbustos y flores,.... Desde el extremo sur, el vestíbulo debe abrir con vista a Glorietta Bay y terrazas para descansar y un paseo. En la esquina del océano, debe haber un pabellón de la torre, y hacia el norte a lo largo del océano, una columnata, terrazas en el césped en la playa. El ala del comedor debe proyectar en un ángulo desde la esquina sureste del patio pero un poco separados, para dar pleno valor a la vista del océano, la bahía y la ciudad ".

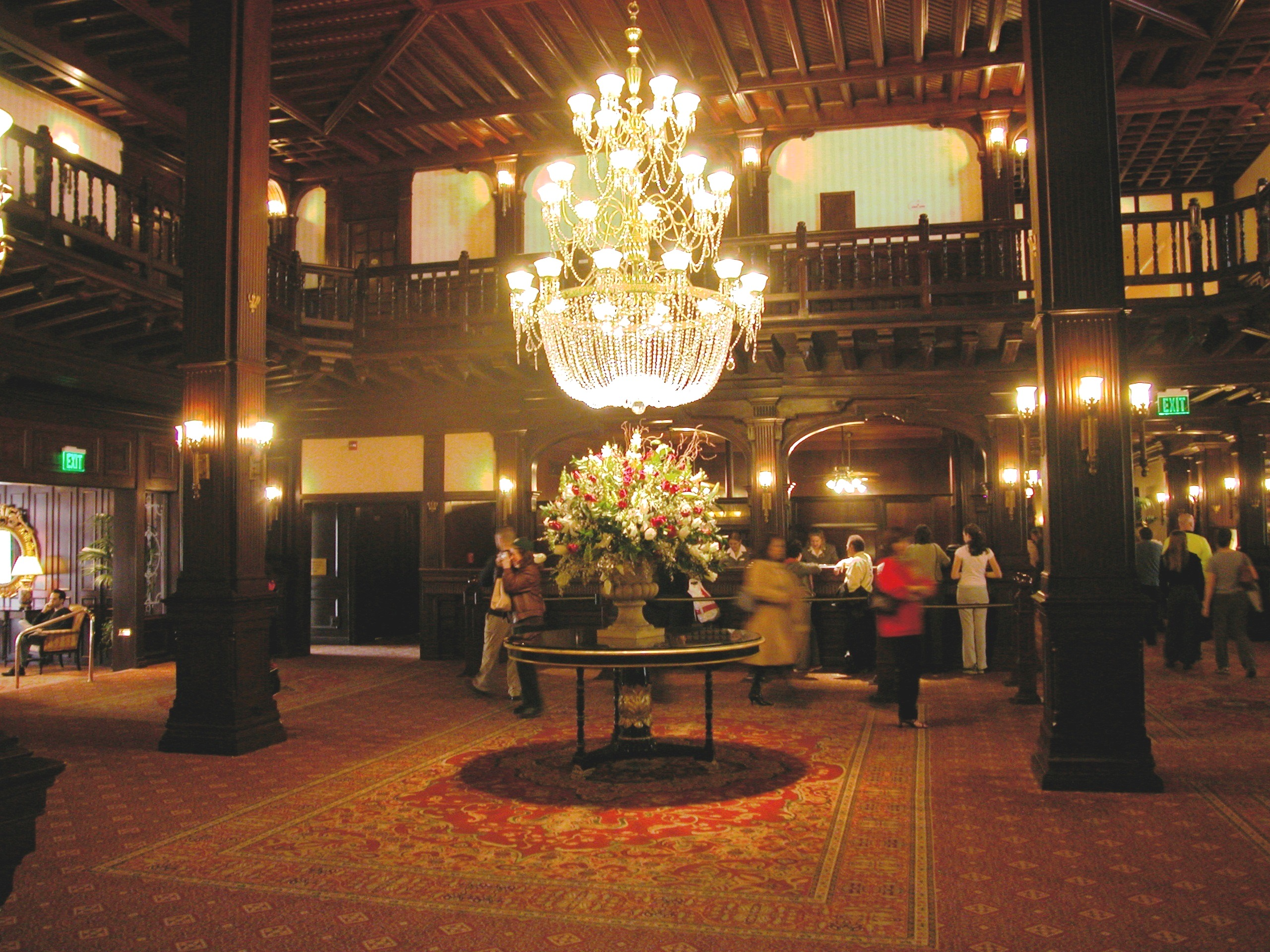
Vestíbulo del Hotel del Coronado.

La reconocida paisajista Kate Sessions, fue la encargada del proyecto de las áreas verdes.

### Construcción
La construcción del hotel inició en marzo de 1887 "en un área arenosa poblada de conejos y coyotes".
Entre los numerosos problemas a superar si el hotel iba a ser construido era la falta de madera y mano de obra en el área de San Diego. El problema de la madera se resolvió con los contratos de derechos exclusivos de las empresas de maderera más grandes del oeste, Dolbeer y Carson. Se construyeron fábricas de madera en el lugar para terminar de procesar la madera sin cortar enviada desde el norte.
La mayoría de los trabajadores eran inmigrantes chinos de San Francisco y Oakland.
Los planes de Reid fueron constantemente revisados en caso de incendios, debido a que las tuberías de gas pasaban bajo la bahía de San Diego. Se instalaron tanques de agua y rociadores de flujo de gravedad. Reid instaló el primer horno de petróleo en el nuevo hotel. La iluminación eléctrica del hotel también era una primicia mundial. Los cables eléctricos estaban en el interior de las líneas de gas, de modo que si la "nueva-electricidad" dejaba de funcionar, siempre se podría tener alumbradas todas las habitaciones al usar gas. Thomas Edison inspeccionó el final de la instalación eléctrica y regresó en 1904 para supervisar el primer árbol iluminado de Navidad al aire libre, en el césped del hotel.  La Sala de la Corona era la obra maestra de Reid. El techo de madera fue instalado con clavijas y pegamento y no se utilizó un solo clavo.

### Gran apertura
Para la gran apertura del hotel en 1888,  1,440 sandieguinos viajaron por la bahía. Las noticias del nuevo Grand Hotel se esparcieron por todo el condado. Pero, a la vez que el hotel estaba a punto de concluir, la tierra del sur de California había aumentado de precio.
Babcock y Story necesitaban los fondos adicionales que se necesitan en el momento en que muchas personas eran desertores San Diego. Babcock se contactó con él en el magnate John D. Spreckels, que les prestó $100,000 para terminar el hotel. En 1890 Spreckels compró tanto como Babcock y Story. La familia Spreckels conservaban la propiedad del hotel hasta 1948.

### Un hotel de clase mundial
El hotel tenía muchas amenidades, incluyendo una piscina olímpica de agua salada, un campo de tenis, un club de yates (conocido como "Baby Del") con una arquitectura parecida a la de la torre principal del hotel. Un jardín japonés de té, una granja de avestruces, billar, pistas de bolos, expediciones de caza y pesca de aguas profundas fueron algunas de las muchas funciones que ofrecían a sus huéspedes.

### Príncipe Eduardo y Wallis Simpson
El 7 de abril de 1920 Eduardo, Príncipe de Gales, fue honorado con un gran banquete en el Salón de la Corona. Se especula que aquí fue donde conoció por primera vez a su esposa Bessie Wallis Warfield, duquesa de Windsor, que vivió en Coronado.

### Segunda Guerra Mundial
Durante la Segunda Guerra Mundial, muchos resorts y hoteles de la costa oeste fueron tomadas por el gobierno de los EE. UU. para su uso como vivienda y hospitales. El Hotel del Coronado alojaba muchos pilotos que estaban siendo capacitados en la cercana  North Island Naval Air Station sobre una base contractual, pero nunca fue incautado. El entonces gerente general Steven Royce convenció a la Marina a que se ateniense a tomar el hotel porque la mayoría de las habitaciones adicionales se utilizan para albergar a las familias de los oficiales. Señaló que "los padres, madres y esposas se les debe dar prioridad a las habitaciones porque pueda que sea la última vez que vean a sus hijos y maridos". En última instancia, la Armada de acuerdo, y el hotel nunca fue consignado.

## El hotel hoy en día
Aunque sigue manteniendo el clásico look victoriano, el hotel sigue manteniendo y actualizando sus instalaciones para seguir atrayendo a los vacacionistas y turistas de convenciones.
En 2003, Travelers vendió la propiedad a los dueños actuales CNL Hospitality Properties Inc. y KSL Recreation Corp (CNL/KSL).  Los nuevos propietarios gastaron $10 millones para mejorar 381 habitaciones en junio de 2005.
En julio de 2005, se aprobó un dinero para construir 37 villas y chalets e términos limitados. Ellos también recibieron la aprobación para construir más de 205 nuevas habitaciones de hotel.
En 2007, su diseño le valò figurar en el puesto 18 de la lista America's Favorite Architecture del American Institute of Architects (AIA).

### Amenidades y actividades del hotel
El hotel cuenta con muchas actividades para los huéspedes para que disfruten de la playa y la piscina, navegación a vela, surf, ciclismo y golf. El hotel también está equipado con un gimnasio con servicios de entrenamiento personal. También hay actividades especiales para los niños. Los huéspedes pueden también utilizar el spa State-of-the-art y el Yamaguchi Salon. "Shops At The Del" ha convertido al hotel en un destino único para compradores, con una variedad de tiendas y boutiques.

### Beach Village
Recientemente, el hotel abrió Beach Village at the Del. Beach Village consiste de doce villas con vista a la playa con amenidades especiales incluyendo al sistema de sonido Bose surround sound incluyendo atracamiento, televisiones delgadas, piscinas privadas, bañeras de hidromasaje, y servicios de conserjería personalizado. Beach Village villas se caracteriza por tener espacios para cenas equipados completamente con cocinas y electrodomésticos, bañeras al estilo spa con bañeras de remojo, y terrazas privadas.

### Restaurantes
Un número de restaurantes y restaurantes casuales se encuentran en los alrededores del Hotel del Coronado.
En el 2006 abrió, 1500 Ocean como el nuevo restaurante del hotel, y sirve una "cocina costera del Sur". En 2007 fue incluido en las revistas Bon Appetit y  "Best Dish Of 2007".
Sheerwater está localizado en las terrazas con vista a la playa. El famoso restaurante de 10,000 pies cuadrados Crown Room era tradicionalmente el lugar formal para las cenas del hotel.El techo es un gran techo abovedado que se construyó con clavijas de madera. La corona en forma de candelabros fueron diseñadas por L. Frank Baum. Ahora se abre solo los domingos para el desayuno tardío Fue elegido como el mejor desayuno Dominical por el San Diego Magazine  en el tema junio de 2008.  'Historia de Babcock y' es un bar situado en el nivel inferior.

### Centro de convenciones
El hotel's Grande Hall es el centro para las conferencias y las actividades de las convenciones.  El hotel cuenta también con un espacio disponible, el Salón de la Corona o Crown Room, el Salón de Baile Oceanfront al igual que otros edificios de la zona.

## Huéspedes famosos
Los huéspedes famosos que han estado en el hotel han sido Thomas Edison, L. Frank Baum, Charlie Chaplin, Babe Ruth, Veronica Covance y Charles Lindbergh.
Los siguientes presidentes se han hospedado en el hotel:  Benjamin Harrison, William McKinley, William Howard Taft, Woodrow Wilson, Franklin Delano Roosevelt, Dwight D. Eisenhower, John F. Kennedy, Lyndon B. Johnson, Richard M. Nixon, Gerald R. Ford, Jimmy Carter, Ronald Reagan, George H. W. Bush, Bill Clinton y George W. Bush.

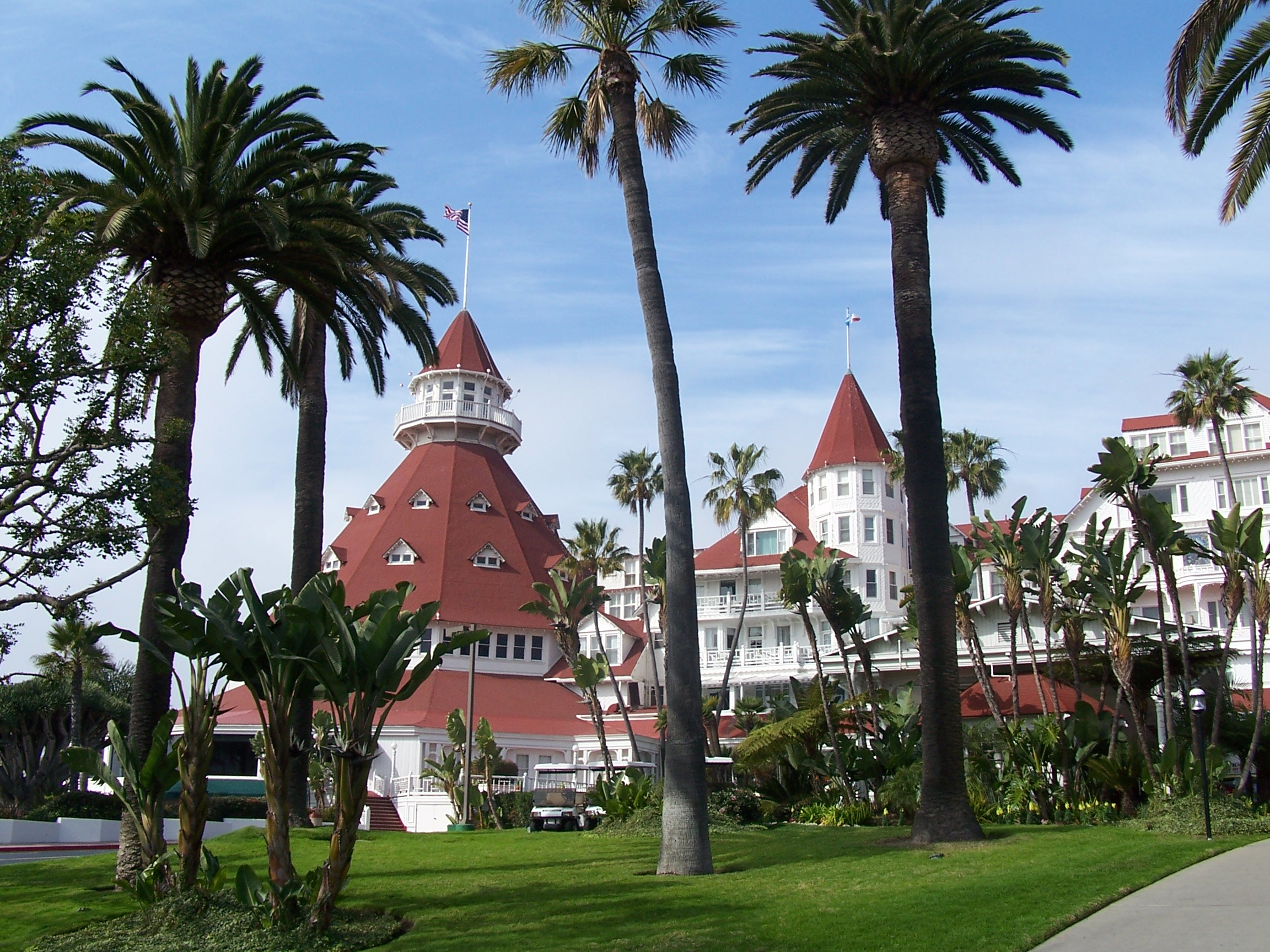
Frente del Hotel del Coronado.

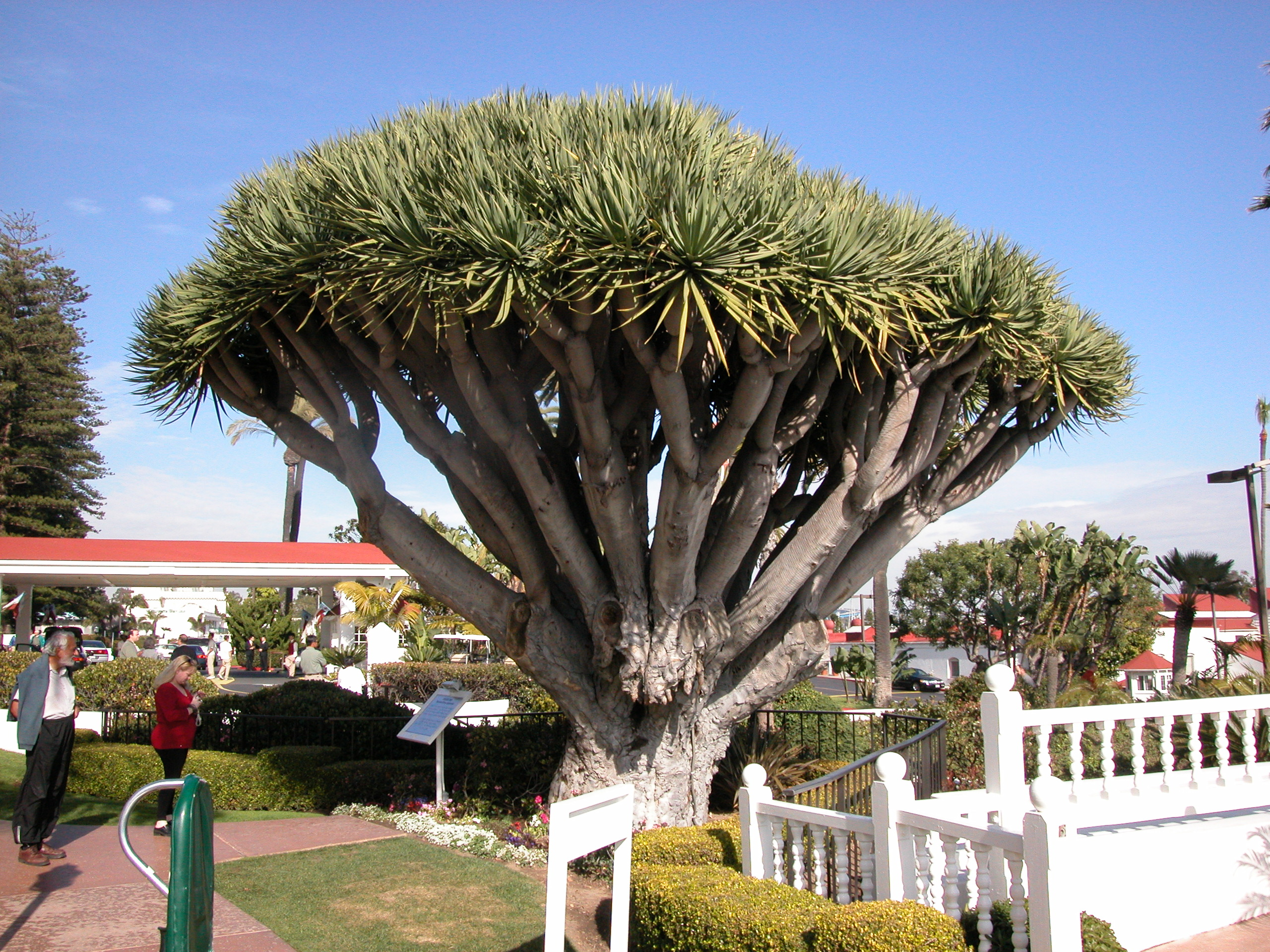
Árbol de dragón del Hotel del Coronado.

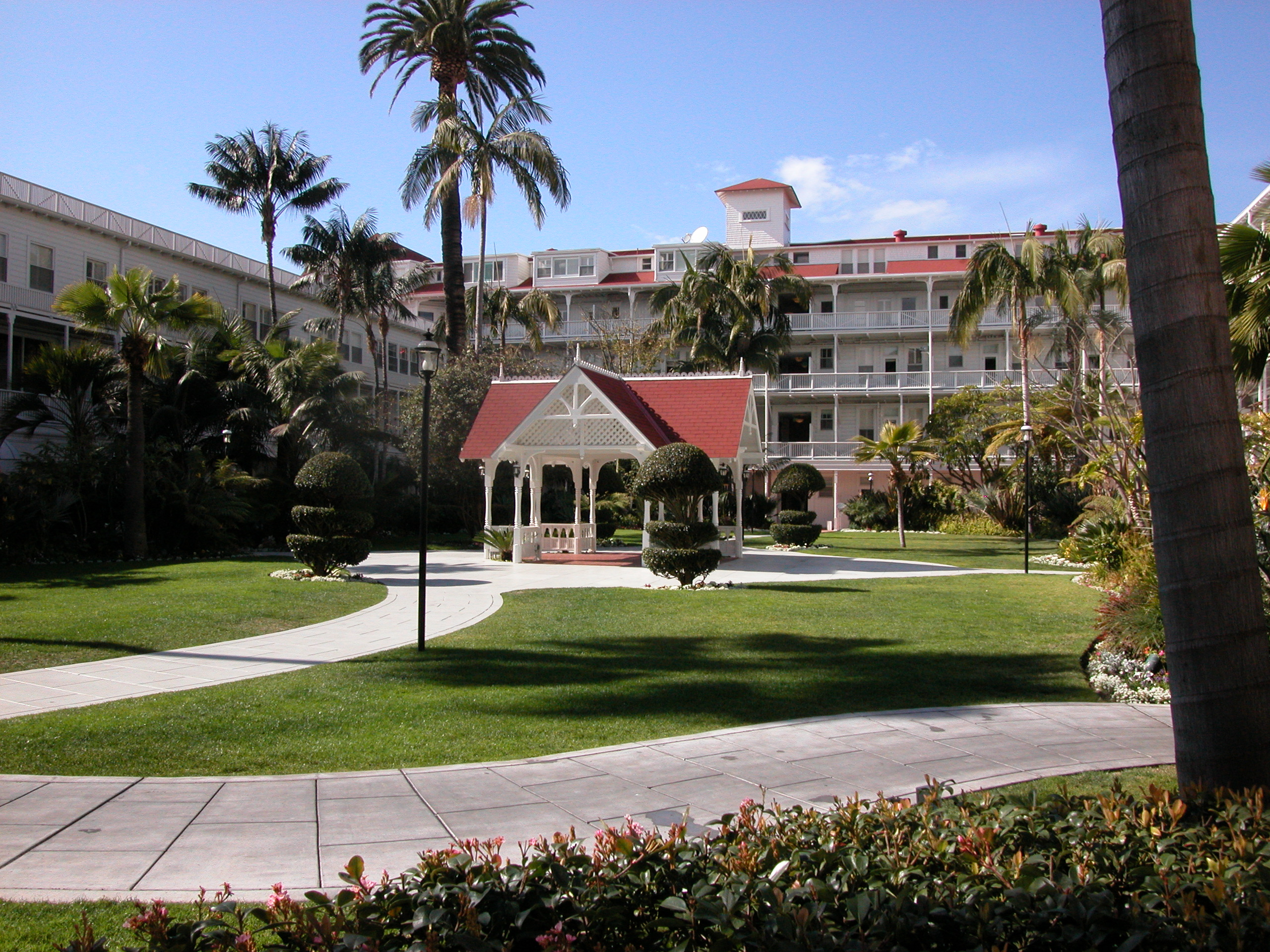
Edificio antiguo del Hotel del Coronado.

Otro huésped del hotel es el supuesto fantasma de Kate Morgan. El 25 de diciembre de 1892, ella hizo el check-in en la habitación 302 (después en la 3312, ahora en la 3327), para encontrarse con su hermano que era un doctor que le iba a dar medicina para el cáncer de estómago que tenía, pero nunca llegó. Ella fue encontrada seis días después muerta cerca de la playa. El caso fue declarado como un suicidio, ya que se dio un disparo.

## Libros, películas y música
L. Frank Baum, autor de The Wonderful Wizard of Oz, hizo la mayoría de sus escritos en este hotel, y se dice que se basó en este hotel para Emerald City. Ambrose Bierce usó el hotel como el lugar de su peque no cuento, An Heiress From Redhorse.
El hotel salió por primera vez en la película de 1927 The Flying Fleet.  Desde ese entonces, ha salido en 12 películas, incluyendo: Some Like It Hot (con actuaciones de Marilyn Monroe, Jack Lemmon y Tony Curtis), The Stunt Man (con actuaciones de Peter O'Toole), la película de 1973  Wicked, Wicked (filmada completamente en el hotel), y la versión de 1990 My Blue Heaven (en la que salía Steve Martin).
También fue mencionado en la novela de 1975 Bid Time Return por Richard Matheson; sin embargo, para la versión de la película, Somewhere in Time, la filmación se hizo en el Grand Hotel (Mackinac Island) en Mackinac Island, Míchigan.
En el inicio de la película y relato inspirador 1408 viene la colección de cuentos Todo es eventual: 14 relatos oscuros está inspirado en la vida real sobre las investigaciones del parapsicologo Christopher Chacon de una habitación embrujada en el famoso Hotel del Coronado en Coronado, California. El cuento es escrito y reimpreso por Stephen King.
El hotel fue el lugar del vídeo del sencillo de Dashboard Confessional "Stolen".

## Libros
- Morrow, Thomas J. (1984). Hotel Del Coronado. US: Hotel del Coronado. p. 70. ISBN 0917859022.
- Ormsby, Burke (1966). «The Lady Who Lives By The Sea». The Journal of San Diego History. San Diego Historical Society. Consultado el 20 de octubre de 2008.
- Starr, Kevin (2002). The Dream Endures: California Enters the 1940s. US: Oxford University Press. p. 496. ISBN 0195157974.